# Chivakhanatet
Chivakhanatet var en historisk stat som låg i nuvarande Uzbekistan mellan 1511 och 1920.
Det blev ett ryskt protektorat 1873.